# Pearl River (Mississippi)
Pearl River é uma Região censo-designada localizada no estado americano de Mississippi, no Condado de Neshoba.

## Demografia
Segundo o censo americano de 2000, a sua população era de 3156 habitantes.

## Geografia
De acordo com o United States Census Bureau tem uma área de
79,7 km², dos quais 79,6 km² cobertos por terra e 0,1 km² cobertos por água. Pearl River localiza-se a aproximadamente 160 m acima do nível do mar.

## Localidades na vizinhança
O diagrama seguinte representa as localidades num raio de 28 km ao redor de Pearl River.